# Konrad IV. von Fohnsdorf
Konrad IV. von Fohnsdorf (auch Konrad Frohnsdorf-Preitenfurt oder Konrad Praitenfurt (Breitenfurt); † 28. März 1312) war von 1285 bis 1291 der 7. Bischof von Lavant und von 1291 bis zu seinem Tode Erzbischof von Salzburg.
Nach dem Tode Erzbischof Rudolfs (3. August 1290) traten als Bewerber um das Salzburger Hochstift Herzog Stephan von Niederbaiern, Sohn Ottos und Abt Heinrich II. von Admont, der einflussreiche Günstling und Berater Herzog Albrechts von Österreich, auf. Für den wittelsbachischen Kandidaten arbeitete eine starke Partei, aber der Papst verwarf ihn und griff aus den Abgeordneten des Salzburger Kapitels Konrad als Nachfolger Rudolfs heraus, denominierte ihn und erteilte ihm schon am 26. Januar 1291 die Bestätigung.
Der neue Erzbischof hatte beim Antritt seiner Würde keine geringen Schwierigkeiten zu bestehen, denn die Bürger von Salzburg, als gewesene Anhänger des Wittelsbachers, schmollten und benahmen sich so widerspenstig, dass Konrad, um der Stadt besser den Herrn zu zeigen, ein Kastell am rechten Salzach-Ufer errichten ließ. Bald sah er sich auch in jene Zerwürfnisse mit dem Abt von Admont, dem gekränkten Kandidaten des Erzbistums, und dem Habsburger Albrecht I. verflochten, die schon sein Vorgänger, Rudolf, ausgefochten hatte und welche teils in dem schiefen Verhältnisse zwischen Salzburg und der Abtei Admont, teils in Grenz- und Mautstreitigkeiten, teils im Salzmonopol wurzelten.
Als 1291–92 im Winter mit dem Landsberger Bund die Empörung der steirischen Herrn gegen ihren Herzog Albrecht I. und dessen Günstling, Abt Heinrich von Admont als Landesverweser, losbrach, waren Erzbischof Konrad und Herzog Otto von Niederbaiern Verbündete der Steiermärker, die zu Mauterndorf den Kirchenfürsten zur Waffengemeinschaft gewannen. Aber nur zu bald traten die salzburgischen und baierischen Scharen den Rückzug vor dem Waffenglück Albrechts I. an (Februar 1292) und Erzbischof Konrad erlebte die furchtbare Verheerung seiner Kärntner Hauptherrschaft Friesach durch die Krieger des Habsburgers, der mit Kraft und Klugheit den Aufstand der Steiermärker rasch zu dämpfen verstand.
Die Feindseligkeit zwischen beiden Teilen wuchs, da Konrad am 5. Dezember 1292 von dem neuen deutschen König, Adolf von Nassau, zu Hagenau mit den Regalien belehnt, auf dessen Gunst pochte, und sie zog größere Kreise, weil der Erzbischof auch mit dem Schwiegervater des Habsburgers, Herzog Meinhard II. von Tirol und Kärnten in Fehde lag und den Sohn des letzteren, Ludwig, als Gefangenen auf die Burg Werfen bringen ließ.
Der Werfer Friedensvergleich vom März 1293 zwischen dem Erzbischof Konrad und den genannten Herzögen war ebenso wie die Linzer Taidung vom 24. Mai nur eine kurze Unterbrechung der Feindseligkeiten mit dem Habsburger. Denn als sich 1295 der Aufruhr der niederösterreichischen Adelsherren regte, war Erzbischof Konrad ihr Verbündeter und wurde durch die falsche Nachricht vom Tod Albrechts I. verleitet, die ihm verhassten Salzpfannen des Herzogs in der Gosau bei Hallstatt zu zerstören sowie die Arbeiter zu töten und verjagen zu lassen. Aber der wiedergenesene Habsburger ließ nicht lange auf seine Rache warten und ängstigte den Erzbischof durch die Belagerung von Radstadt nicht wenig (Juli 1296). Endlich machte der Friede vom 24. September 1296 der langen Fehde ein Ende und regelte das Nachbarschaftsverhältnis beider.
Fortan sehen wir den Kirchenfürsten und den habsburgischen Herzog, dann König, auf freundschaftlichem Fuße; so in dem Thronkriege von 1298 und bei den Ereignissen der Jahre 1301, 1304 und 1305. Das Bundesverhältnis wurde immer enger und behauptet sich auch nach dem Tode König Albrechts I. unter dessen Söhnen, so namentlich in deren Kampf mit Baiern 1309–11. Erzbischof Konrad, in dessen Tagen auch der Streit um Berchtesgaden eine seiner ersten Phasen durchmachte und eine wichtige Salzburger Provinzialsynode (1310) abgehalten wurde, war in Gütererwerbungen eifrig. So brachte er Löschenthal, Lavamünd und vor allem die erzreiche „Grafschaft“ Gastein (Gastaun) von den baierischen Herzögen um 43.000 fl. an das Hochstift, das sich seit 1241 bereits in deren Pfandbesitz befunden hatte.
Konrad von Fohnsdorf wurde im Salzburger Dom vor dem von ihm gestifteten St. Andreas Altar beigesetzt.